# وزارة البيئة والطاقة (اليونان)
وزارة البيئة والطاقة (باليونانية: Υπουργείο Περιβάλλοντος και Ενέργειας)‏ هي وزارة في اليونان مسؤولة عن سياسة البيئة والطاقة. تم إنشاؤها في 7 أكتوبر 2009 باسم وزارة البيئة والطاقة والتغيُّر المناخي خلفا لوزارة البيئة والتخطيط العمراني والأشغال العامة. يشغل منصب الوزير الحالي: ثيودوروس سكايلاكاكيس، وهو من حزب الديمقراطية الجديدة.

## قائمة الوزراء

### وزارة البيئة والطاقة والتغيُّر المناخي (2009-2015)
| اسم                     | تولى منصبه    | ترك المكتب    | حزب                                 |
| ----------------------- | ------------- | ------------- | ----------------------------------- |
| تينا بيربيلي            | 7 أكتوبر 2009 | 17 يونيو 2011 | باسوك                               |
| جيورجوس باباكونستانتينو | 17 يونيو 2011 | 17 مايو 2012  | باسوك                               |
| غريغوري تسالتاس         | 17 مايو 2012  | 21 يونيو 2012 | مستقل                               |
| إيفانجيلوس ليفيراتوس    | 21 يونيو 2012 | 25 يونيو 2013 | مستقل، وكان اسمه مقترح من حزب باسوك |
| جيانيس مانياتيس         | 25 يونيو 2013 | 27 يناير 2015 | باسوك                               |

### وزارة إعادة الإعمار الإنتاجي والبيئة والطاقة (2015)
| اسم                  | تولى منصبه    | ترك المكتب     | حزب    |
| -------------------- | ------------- | -------------- | ------ |
| باناجيوتيس لافازانيس | 27 يناير 2015 | 18 يوليو 2015  | سيريزا |
| بانوس سكورليتيس      | 18 يوليو 2015 | 27 أغسطس 2015  | سيريزا |
| ايوانيس جولياس       | 28 أغسطس 2015 | 21 سبتمبر 2015 | مستقل  |

### وزارة البيئة والطاقة (منذ سبتمبر 2015)
| اسم                  | تولى منصبه     | ترك المكتب            | حزب                 |
| -------------------- | -------------- | --------------------- | ------------------- |
| بانوس سكورليتيس      | 23 سبتمبر 2015 | 5 نوفمبر 2016         | سيريزا              |
| جيورجوس ستاثاكيس     | 5 نوفمبر 2016  | 9 يوليو 2019          | سيريزا              |
| كوستيس هاتزيداكيس    | 9 يوليو 2019   | 5 يناير 2021          | الديمقراطية الجديدة |
| كوستاس سكريكاس       | 5 يناير 2021   | 26 مايو 2023          | الديمقراطية الجديدة |
| بانتليس كابروس       | 26 مايو 2023   | 27 يونيو 2023         | مستقل               |
| ثيودوروس سكايلاكاكيس | 27 يونيو 2023  | مايجب في الوضع الراهن | الديمقراطية الجديدة |

## روابط خارجية
- موقع الوزارة

1. ↑  مُعرِّف قاعدة بيانات البحث العالمية (GRID): grid.494184.4.